# Rivadavia (Salta)
Rivadavia ist die Hauptstadt des gleichnamigen Departamentos Rivadavia in der Provinz Salta im Nordwesten Argentiniens. In der Klassifizierung der Gemeinden der Provinz gehört sie zu den Gemeinden der 2. Kategorie. 

## Wirtschaft
Neben der Viehwirtschaft ist die Ausbeutung der Holzressourcen die wirtschaftliche Hauptaktivität.

## Feste
- Señor y Virgen de los Milagros (15. September), Patronatsfest.